# St. Engelbert (Rommerscheid)

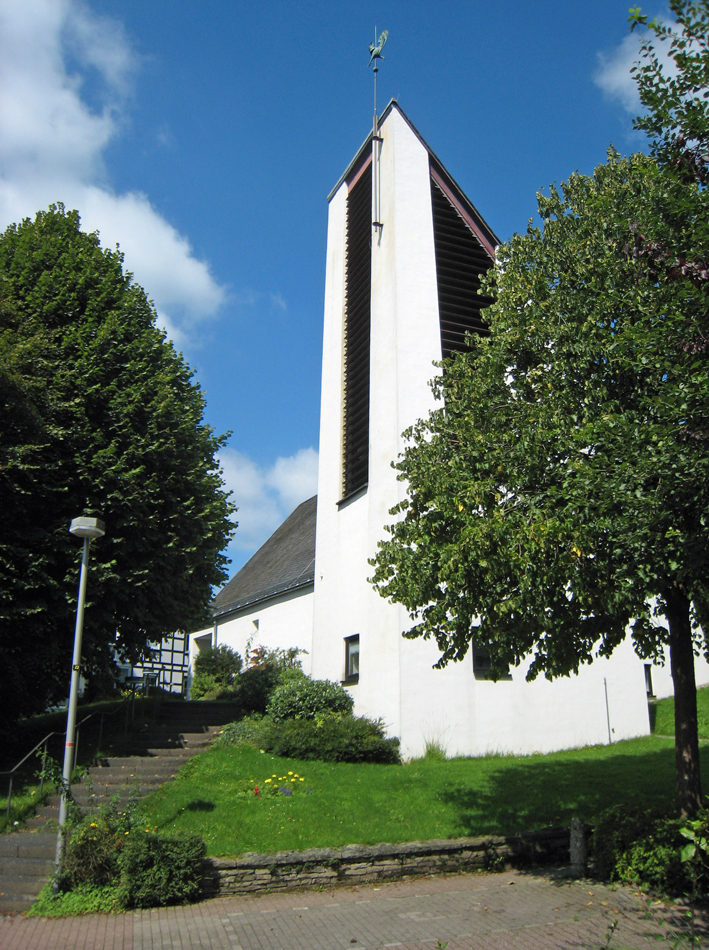
St. Engelbert

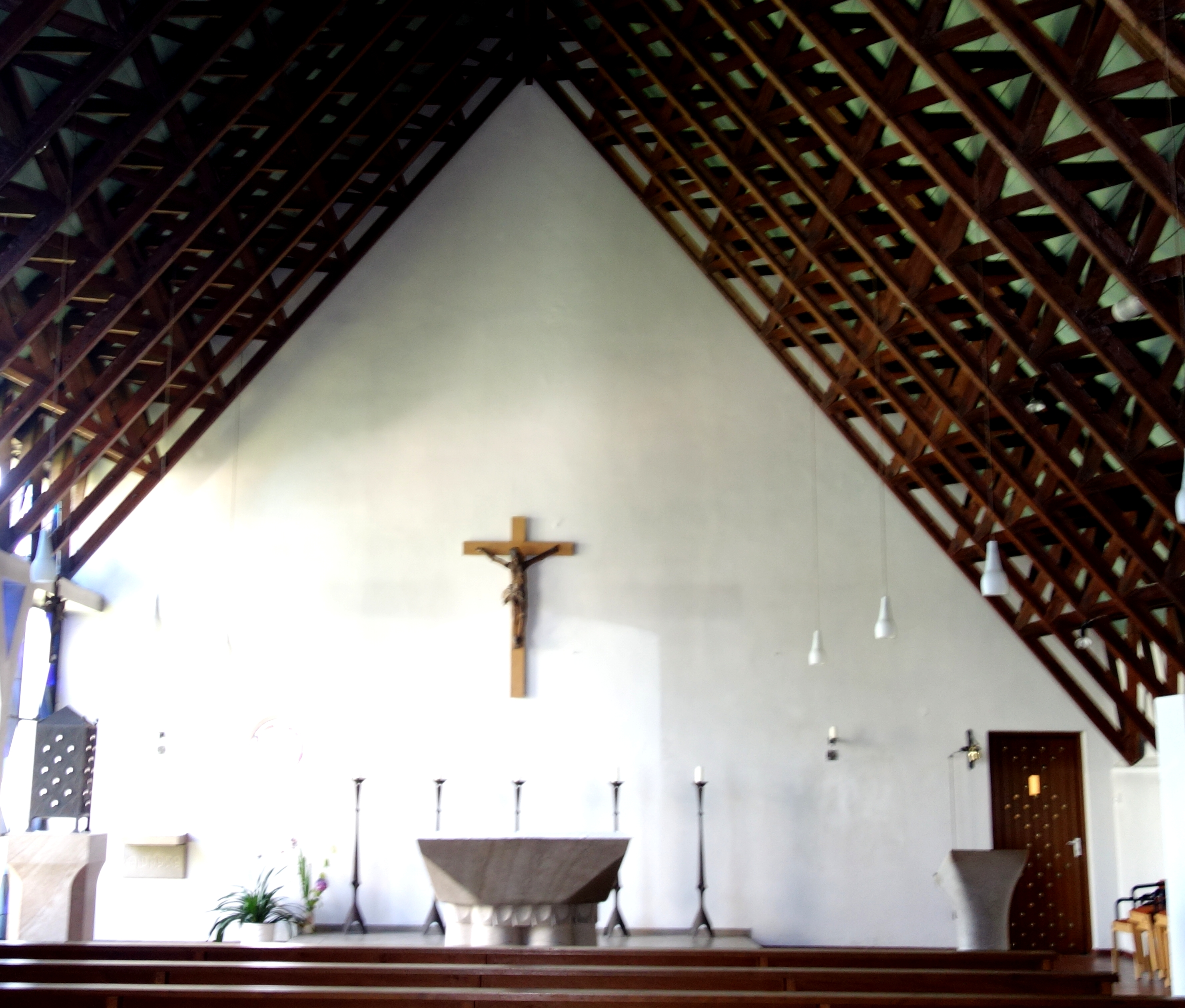
Altarraum mit Altarkreuz

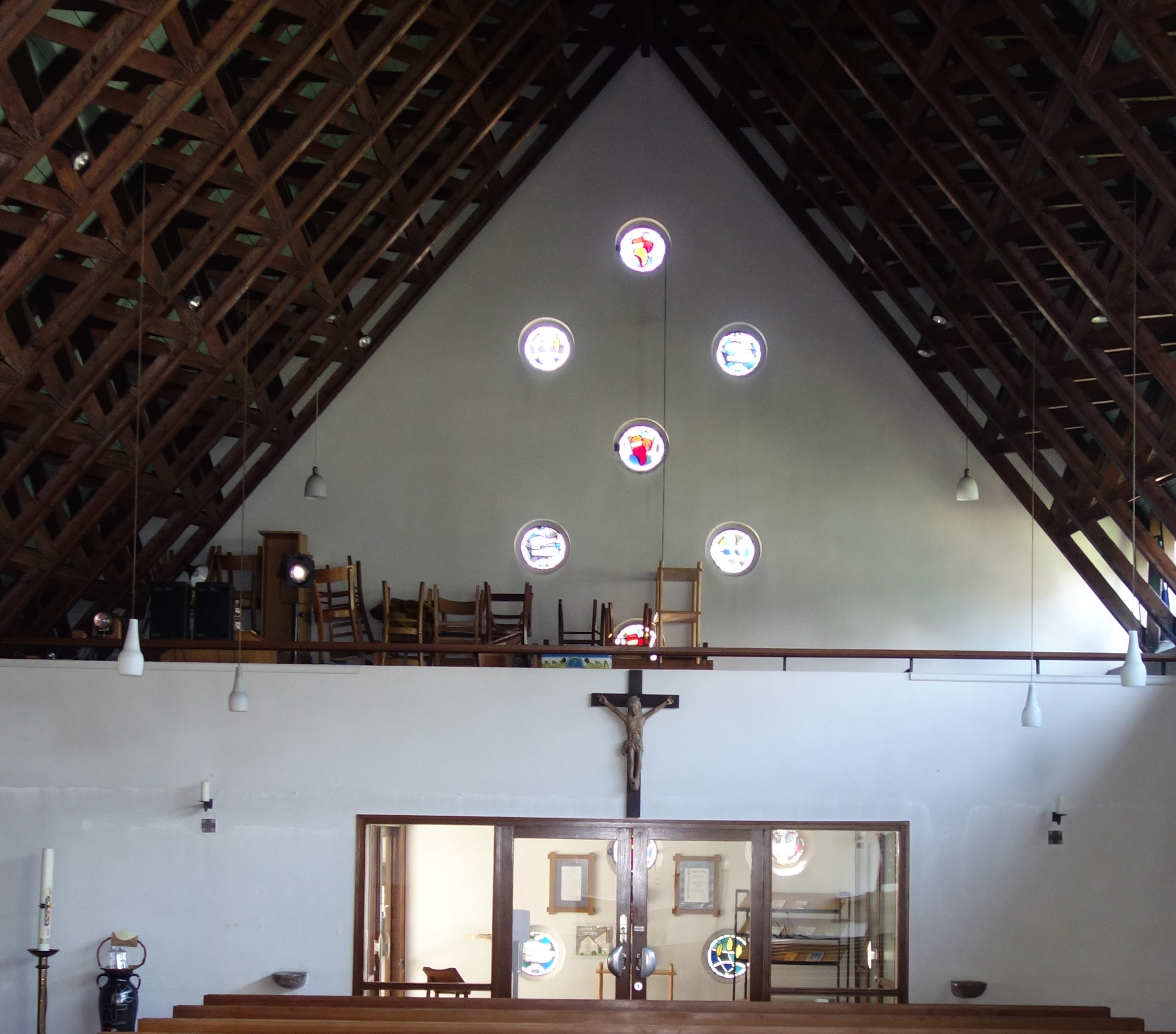
Innenraum mit Blick auf den Eingangsbereich

St. Engelbert ist eine denkmalgeschützte römisch-katholische Kirche im Ortsteil Rommerscheid im Stadtteil Stadtmitte von Bergisch Gladbach im Rheinisch-Bergischen Kreis in Nordrhein-Westfalen. Sie gehört heute zur Pfarrgemeinde St. Laurentius.

## Geschichte
Bis 1922 gehörte ein Teil von Rommerscheid kirchlich zur Pfarrei Sand, während der andere Teil der Pfarrei Paffrath zugeordnet war. 1922 wurde die Pfarrei Hebborn gegründet und der bis dahin zur Pfarrei Paffrath gehörige Teil Rommerscheids der neuen Pfarrei Hebborn angegliedert. 1934 wurde im Zuge einer Gebietskorrektur ganz Rommerscheid Teil der Kirchengemeinde Hebborn.
Da die Hebborner Pfarrkirche etwa 3,5 km entfernt lag und die Wege dorthin sich in schlechtem Zustand befanden, wurde der Bau einer eigenen Kirche als notwendig erachtet. Ein 1951 gegründeter Kirchenbauverein in Rommerscheid hat es sich zur vordringlichen Aufgabe gemacht, ein geeignetes Baugrundstück zu finden, das dann schließlich 1954 erworben wurde. Die Finanzierung wurde unter anderem mit Mitteln des Kirchenbauvereins gesichert. 
Die Grundsteinlegung für den Kirchenneubau nach Plänen des Architekten Bernhard Rotterdam erfolgte am 3. Mai 1959. Überwiegend waren ortsansässige Unternehmer und Handwerker am Bau beteiligt. Auch viele Rommerscheider Bürger erbrachten Eigenleistungen.
Der damalige Kölner Weihbischof Wilhelm Cleven weihte am 18./19. März 1961 die neue Kirche St. Engelbert ein. Seit Juli 2015 finden hier keine regelmäßigen Gottesdienste mehr statt.
Im Oktober 2019 wurde der Kirche St. Engelbert vom Rheinischen Verein für Denkmalpflege und Landschaftsschutz e.V. der Titel Denkmal des Monats verliehen.

## Beschreibung
St. Engelbert ist eine Saalkirche mit geostetem Chorraum und rund 120 Sitzplätzen. Im unterkellerten Kirchturm und Chorraum befinden sich Gruppenräume, die unter anderem von Rommerscheider Vereinen genutzt werden. Außerdem ist dort auch das Archiv des Bürgervereins mit umfangreicher Dokumentation zur Geschichte des Ortsteils untergebracht. 1995 wurden die Räumlichkeiten umfassend renoviert.
Heute wird die Kirche vor allem als Kulturzentrum und Stätte der Begegnung genutzt.

## Altarkreuz
Der aus Eichenholz geschnitzte Korpus des Altarkreuzes gehörte ursprünglich zu einem ehemaligen Wegekreuz der Ortschaft Rommerscheid und stammt vermutlich aus dem 17. oder 18. Jahrhundert, worauf die Form des Brustkorbs und des Lendentuchs sowie die Bearbeitung der Gliedmaßen hindeuten. 1983 wurde der 1,03 Meter hohe Korpus mit einer Armspannweite von 0,83 Metern von einer Gruppe Rommerscheider Bürger nach Absprache mit dem Landeskonservator restauriert und mit drei Nägeln an einem neuen Eichenkreuz befestigt.
Im ursprünglichen Zustand war der Korpus farbig bemalt. Im Laufe der Zeit wurde die unmittelbar auf das Holz aufgetragene Farbe weggewaschen, so dass heute nur noch wenige Farbreste erkennbar sind.

## Kirchenfenster
Die Bleiglasfenster von 1960 sind Werke unbekannter Künstler. Das Lichtband im Kirchenschiff und die Fenstergruppe im Chor sind geometrische Kompositionen. Das Fenster im Altarraum symbolisiert den Heiligen Geist als Taube. Die Fenstergruppe in der Rückwand zeigt die eucharistischen Symbole Ähren, Trauben und Fische.

## Denkmalschutz
Die Kirche St. Engelbert wurde am 28. September 2020 unter der Nummer 214 in die Liste der Baudenkmäler in Bergisch Gladbach eingetragen.